# Atila Pesyani
Atila Pesyani (en persan : آتیلا پسیانی), né le 30 avril 1957 à Téhéran et mort le 6 octobre 2023 à Paris, est un acteur de cinéma, de théâtre, et de télévision iranien.

## Biographie
Atila Pesyani est le fils de la grande actrice iranienne du théâtre, du cinéma, et de la télévision, Jamileh Sheikhi et le mari de Fantemeh Taghavi. 

### Carrière
En 1982, Atila Pesyani obtient son diplôme de théâtre de la faculté des Beaux-arts de l’université de Téhéran. Alors que sa carrière de théâtre était déjà commencée depuis 1958[à vérifier].

### Mort
Atila Pesyani décède du cancer à l'âge de 66 ans dans un hôpital parisien.

## Théâtre

### Metteur en scène
- 1989 : Orchestre des femmes d’Ashwitz
- 1990 : Réunion d’imitation de Haft-Khan
- 1991 : Aora
- 1993 : Être ou ne pas être
- 1994 : Fatemeh Anbar
- 1996 : L’eau que boit une vache, devient du lait
- 1996 : L’eau que boit un serpent, devient du poison
- 1997 : Le voici
- 1998 : La neige verte
- 1998 : Tabar-e Khoon
- 1999 : La résurrection
- 2000 : Dardedel Ba Sang
- 2000 : Ghahveh Ghajari
- 2000 : Gong-e Khab-dideh
- 2002 : Sar Digheh Khafeh Sho
- 2002 : Jouer dans la galerie
- 2003 : Caligula, poète de la violence
- 2003 : Le chuchotement de la terre
- 2003 : Épais comme du miel
- 2004 : Corbeau et vélo
- 2009 : Métabolique

## Cinéma

### Acteur
- 1983 : La mort blanche
- 1986 : Telesm
- 1988  : Le Bateau Angelica
- 1989 : Le vol du 5 juin
- 1990 : Raz-e Khanjar
- 1990 : Deux films avec un billet
- 1992 : Mosaferan   (Les Voyageurs)
- 1993 : La cendre verte
- 1994 : Rooz-e Sheytan (Le jour du diable)
- 1994 : Dar Kamal Khoonsardi
- 1995 : Sheikh Mofid
- 1995 : Diplomate
- 1996 : Scorpion
- 1997 : Haft Sang
- 1997 : La règle du jeu
- 1998 : Hyowa
- 1998 : Do Zan (Deux femmes)
- 1999 : Nasl-e Soukhteh
- 2000 : L’ombre et le soleil
- 2000 : Le chant d’oie
- 2000 : L’eau et le feu
- 2001 : Nimeh Penhan
- 2001 : Shame Akhar
- 2001 : Safar Be Farda
- 2002 : Gav khooni
- 2002 : Gahi Be Aseman Negah Kon
- 2003 : Coma
- 2003 : Barg-e Barandeh
- 2004 : Les célibataires
- 2004 : Un endroit pour vivre
- 2004 : Spaghetti en 8 minutes
- 2005 : Kārgarān mashghul-e kārand
- 2005 : Aroosak Farangi
- 2005 : Shabaneh
- 2005 : Qui a tué Amir?
- 2005 : Cessez-le-feu
- 2006 : Farzand Sobh
- 2006 : L’ombre
- 2008 : Yek Vajab Az Aseman
- 2008 : Moosh (Souris)
- 2008 : Seda-ha
- 2008 : Voyage de la mort
- 2008 : Doozakh, Barzakh, Behesht
- 2008 : Padash (Le bonus)
- 2009 : Noghteh Bi Bazghasht

### Assistant réalisateur
- 1990 : Un billet pour deux films
- 1991 : Behtarin Baba-ye Donia (Le meilleur papa du monde)
- 1995 : Boye Pirahan-e Yousof

## Télévision

### Série télévisée
- 1993 :  Appartement
- 1995 : Khanevadeh Rezayat
- 2001 : Gomgashteh (Disparu)
- 2006 : Avalin Shabe Aramesh
- 2006 : Akharin Gonah
- 2006 : Zir-e Tigh (Sous le Pilori)
- 2007 : Rahe Bipayan (Chemin sans fin)
- 2009 : Rastegaran
- 2010 : char divari
- 2010 : zir hasht

## Lauréats
- 1986 : nommé à la tablette d’Or du meilleur acteur de second rôle pour Telesm au 5e Festival du film Fajr
- 1994 : nommé au Simorgh de cristal du meilleur acteur pour Dar kamal-e khoonsardi au 13e Festival du film Fajr
- 1999 : nommé au corps d’or du meilleur acteur de second rôle pour Do Zan (Deux femmes) au 3e Festival de la Maison de cinéma
- 2000 : nommé au Corps d’Or du meilleur acteur de second rôle pour Nasl-e Soukhteh au 4e Festival de la Maison de cinéma
- 2001 : prix du meilleur acteur de second rôle pour l’Eau et le feu au 16e des critiques et des auteurs du cinéma
- 2001 : Corps d’Or du meilleur acteur de second rôle pour l’Eau et le feu au 5e Festival de la Maison de cinéma
- 2002 : troisième meilleur acteur de second rôle pour Shame Akhar au 17e des critiques et auteurs du cinéma
- 2002 : nommé à la Tablette d’or du meilleur acteur de second rôle pour l’Eau et le feu au 2e du Site IranActor (les Meilleurs de l’année).
- 2002 : nommé au Corps d’Or du meilleur acteur de second rôle de Shame Akhar au 6e Festival de la Maison de cinéma
- 2003 : troisième meilleur acteur de second rôle de l’année pour Gahi Be Aseman Negah Kon au 18e des critiques et des auteurs de cinéma (Les meilleurs de l’année)
- 2006 : nommé au Corps d’Or du meilleur acteur de second rôle pour Qui a tué Amir? au 10e Festival de la Maison de cinéma